# Старая шахта Оутокумпу
Старая шахта Оутокумпу (фин. Outokummun vanha kaivos) — шахта, где добывали медную руду в 1910–1980-е годы, ставшая важным символом финской горнодобывающей промышленности. История металлургического концерна  Outokumpu, лидера горнодобывающей промышленности и одного из основных производителей нержавеющей стали в мире, началась с шахты Оутокумпу.

## История
Шахта Оутокумпу была основана в 1910 году после случайного обнаружения залежей медной руды в Северной Карелии. В 1908 году при прокладывании судоходного фарватера в проливе Кивисалми (фин. Kivisalmi) в районе деревни Ряаккюля (фин. Rääkkylä) между озерами Пюхяселькя и Оривеси был найден крупный камень, в котором содержалось значительное количество меди. В результате двухлетних разысканий под руководством горного инженера Отто Трюстедта, предположившего, что камень был перемещен в ходе движения ледника в конце ледникового периода, в районе Оутокумпу было обнаружено материнское месторождение меди. Вблизи Оутокумпу проводились множественные тестовые выемки, пока 17 марта 1910 года источник меди не был найден. Вскоре начались полномасштабные горные работы, которые быстро стали приносить доход. Возле рудника в 1913 году был построен медеплавильный завод, где добываемая медь перерабатывалась в слитки, проволоку и гвозди. Часть руды перевозилась для переработки на другие заводы Финляндии.
В 1917 году шахта из-за экономических трудностей была отдана в аренду норвежской компании Hybinette, технологии которой использовались в Оутокумпу с самого начала разработок. В 1921 году компания вернулась финским акционерам, а главная контора компании открылась в самом городке Оутокумпу, где и находилась до конца 1940-х годов. В 1924 году Финляндия национализировала предприятие, но уже через несколько лет компания стала вновь акционерным обществом, однако государство по-прежнему продолжало владеть контрольным пакетом акций компании.
Со временем компания Outokumpu начала развиваться и развернула деятельность за пределами Северной Карелии. В 1930–1950-х годы были отмечены ростом производства. Концерн «Оутокумпу» открыл несколько филиалов на территории Финляндии, в частности в городе Иматра компанией был построен самой большой на то время медеплавильный завод. Несмотря на это, рудник и завод в Оутокумпу оставались основой производства: в 1955 году около 90% продукции компании было изготовлено именно в Оутокумпу. «Оутокумпу» стал одним из важнейших производителей меди в Европе. Благодаря использованию современных технологий, производство ускорилось и в конце концов запасы руды были исчерпаны. 25 мая 1989 года в Керете отработала последняя смена, после чего шахта в Оутокумпу окончательно закрылась и сегодня доступна для посетителей в качестве исторического памятника. С 2012 года концерн Outokumpu отказался от переработки медной руды и перешёл исключительно на производство нержавеющей стали.

## Керет
В 1954 году для транспортировки полезных ископаемых на старой шахте был построен башенный копёр, который получил название Керет (фин. Keretti). Башня была оборудована эффективным подъемным механизмом, а также дробильной и обогатительной установкой. В то время башня Керет была самым высоким горнодобывающим объектом в Европе: высота башни составляет 96 метров. Это и сегодня самое высокое здание в Северной Карелии. 

## Музей Старой шахты
С августа 1982 года и по сей день на территории старой шахты находится музей старой шахты. В музее проходят выставки, связанные с производством меди и историей старой шахты. Туннели шахты открылись для посетителей только в 1985 году, когда работы частично прекратились. В более широкое использование посетителей туннели перешли лишь после полного закрытия шахты в конце мая 1989 года. На территории шахты можно познакомиться с горнодобывающей промышленностью Оутокумпу и Финляндии в целом.